# Die Eleganz des Igels
Die Eleganz des Igels ist ein Roman der französischen Autorin  Muriel Barbery. Die französische Originalausgabe erschien 2006 unter dem  Titel L’Élégance du hérisson.

## Inhalt
Die 54-jährige Concierge Renée Michel verehrt Leo Tolstoi. Ihm zu Ehren nennt sie ihre Katze nach Tolstoi, allerdings mit dem Kurznamen „Leo“, um ihre Vorliebe für die Literatur vor den reichen Nachbarn zu verbergen. Sie versucht, stets das Bild einer mittellosen, einfältigen Hausmeisterin aufrechtzuerhalten. Ihr Wortschatz wird für Gespräche stark vereinfacht, und der Fernseher läuft klischeehaft immer im Hintergrund.
Die zwölfjährige Paloma fühlt sich zu klug für diese Welt und versucht ihrerseits wegen ihres hohen IQs nicht aufzufallen. Sie fühlt sich missverstanden und will sich, altklug wie sie ist, nicht weiter mit den Sorgen und Mühen der Welt herumschlagen. Daher will sie an ihrem 13. Geburtstag Selbstmord begehen und zuvor noch die Wohnung ihrer Familie abbrennen. Ihre Familie gehört zu den wohlhabenden Parisern, der Vater ist Abgeordneter, die Mutter Doktor der Sprach- und Literaturwissenschaften, und die Schwester Colombe studiert Philosophie.
Beide Hauptpersonen fühlen sich in einer Welt der Reichen und Mächtigen nicht wohl und verstecken sich, jede auf ihre Weise. Als der japanische Geschäftsmann Kakuro Ozu in das Wohnhaus einzieht, erkennt dieser bald in Renée die intellektuelle und belesene Literaturliebhaberin und versucht sie und die kleine Paloma, die mit ihm das Interesse für die japanische Kultur teilt, aus ihren jeweiligen Verstecken zu holen. Zwischen Renée und Kakuro entsteht eine tiefe Freundschaft, und auch Paloma und Renée werden zu Vertrauten. Die Concierge kann endlich erzählen, warum sie Angst hat, eine Freundschaft mit Menschen aus anderen Gesellschaftsschichten zu pflegen. Sie vertraut Paloma an, dass ihre schöne Schwester Lisette von einem Sohn aus reichem Hause verführt worden ist und dann von ihm verlassen wurde, was sie und ihr Kind das Leben kostete. Seither vermeidet Renée engeren Kontakt zu Menschen aus höheren Gesellschaftsschichten. Paloma ist sehr berührt, dass Renée sich ihr anvertraut, es wird ihr bewusst, dass sie in ihrem Leben vielen Menschen helfen möchte, und sie gibt ihren Selbstmordplan auf. An diesem Wendepunkt ihres Lebens wird Renée angefahren und stirbt.

## Form
Die Geschichte wird aus zwei Perspektiven erzählt. Auf der einen Seite berichtet das zwölfjährige Mädchen Paloma von ihren Leiden in der Welt und ihrer Sicht auf die Welt. 
Parallel erzählt die Concierge von Palomas Wohnhaus von ihrem Leben und ihren Versuchen, ihr geheimes Leben als begeisterte Literatur- und Kunstliebhaberin vor der Umwelt zu verbergen, und von ihren Anstrengungen, eine Art Doppelleben zu führen. Erst durch die Vermittlung eines Dritten, des japanischen Mieters, können beide Lebenswelten zusammengeführt werden. 

## Verfilmung
Das Buch wurde 2009 von Mona Achache verfilmt, in Deutschland kam der Film 2010 unter dem Titel „Die Eleganz der Madame Michel“ heraus. In den Hauptrollen spielten Josiane Balasko als Renée Michel und Garance Le Guillermic als Paloma.

## Ausgaben
- Muriel Barbery: Die Eleganz des Igels. Deutscher Taschenbuch Verlag, ISBN 978-3-423-24658-3.